# Carola Giedion-Welcker
Carola Giedion-Welcker (* 25. April 1893 in Köln; † 21. Februar 1979 in Zürich) war eine deutsch-schweizerische Kunsthistorikerin.

## Leben und Werk
Carola Welcker wurde 1893 in Köln als Tochter des Bankiers Carl Welcker (1848–1928) und seiner amerikanischen Ehefrau Mary Legien (1865–1919) geboren. Sie studierte Kunstgeschichte in München bei Heinrich Wölfflin und bei Paul Clemen in Bonn, wo sie 1922 promoviert wurde. Während des Studiums lernte sie den Schweizer Kollegen Sigfried Giedion kennen, den sie 1919 heiratete. Ein gemeinsamer Sohn war Andres Giedion.
1923 traf das Ehepaar László Moholy-Nagy, der sie ein Jahr später mit Hans Arp bekanntmachte. Arp vermittelte ihr Kenntnisse der Literatur von Lautréamont, Rimbaud und Jarry und führte sie 1925 in die Surrealisten-Ausstellung in Paris ein. Durch Arp lernte sie Piet Mondrian und Constantin Brâncuși kennen, den sie 1928 in seinem Atelier aufsuchte und später eine Monografie über ihn schrieb.
Im Jahr 1925 zog das Ehepaar Giedion nach Zürich. Ihr Heim wurde zum Treffpunkt von Künstlern der Moderne wie Hans Arp, Sophie Taeuber-Arp, Kurt Schwitters und Max Ernst. Der irische Schriftsteller James Joyce zählte ebenfalls zu ihren Gästen, zu seinem Roman Ulysses verfasste sie eine Einführung. Giedion-Welcker lernte Paul Klee in Bern persönlich kennen und schrieb eine Biografie über ihn. Paul Klees Witwe Lily-Klee-Stumpf verfügte ein Jahr vor ihrem Tod (1946) in ihrem Testament die Betreuung des künstlerischen Nachlasses ihres Mannes durch eine Kommission, der neben ihrem Sohn Felix auch Carola Giedion-Welcker und die Berner Sammler Werner Allenbach, Rolf Bürgi, Hans Meyer-Benteli und Hermann Rupf angehören sollten.

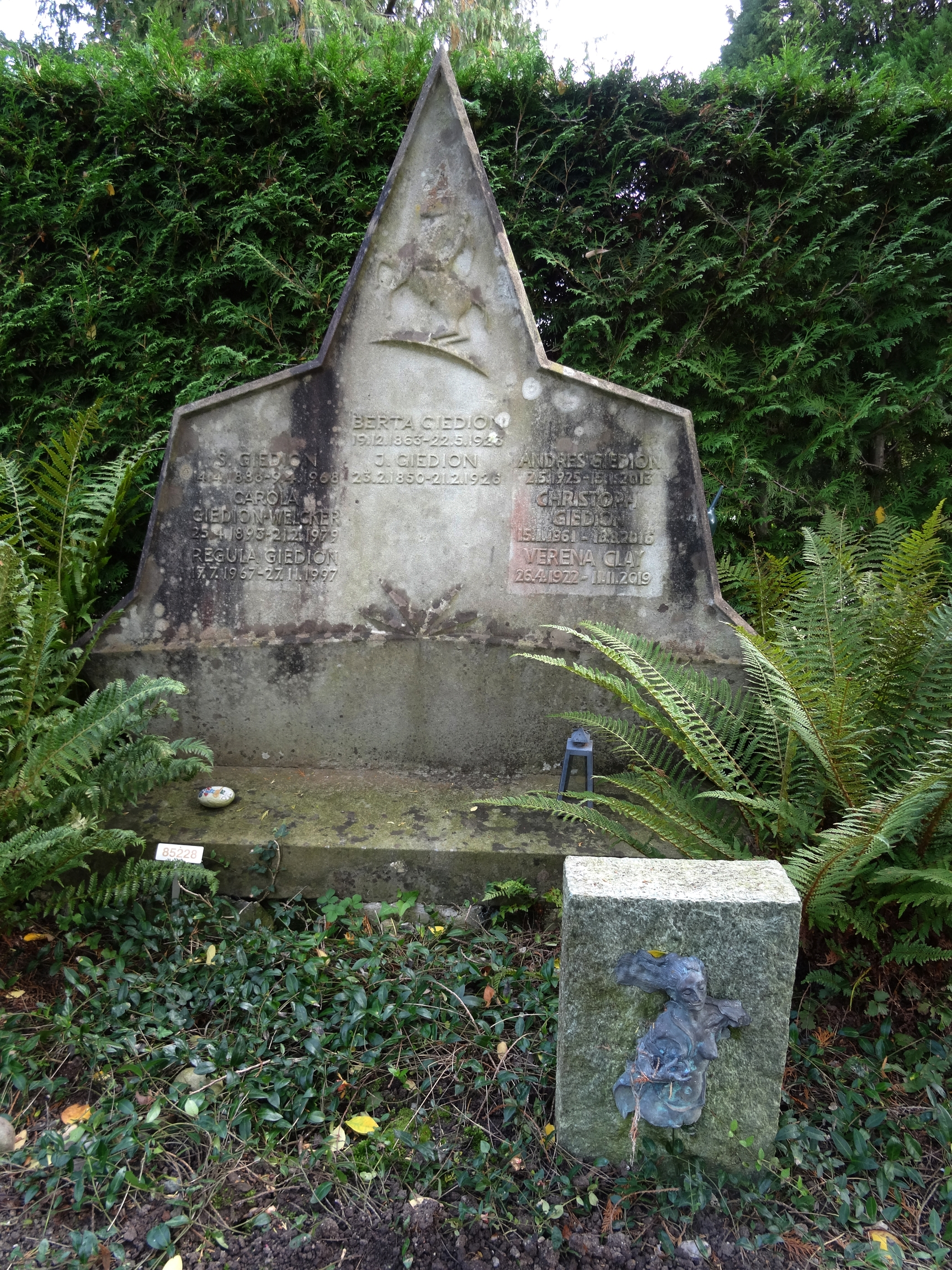
Grab auf dem Friedhof Rehalp, Zürich

Giedion-Welcker veröffentlichte etwa 280 Artikel in Zeitschriften über moderne Malerei, Plastik und Dichtung und schrieb 17 Bücher, darunter Moderne Plastik, Poètes à l’Écart und der Sammelband Schriften 1926–1971, 1973 herausgegeben von Reinhold Hohl.
2007 widmete das Kunsthaus Zürich Carola Giedion-Welcker eine von Cathérine Hug kuratierte Ausstellung. Sie zeigte, wie die Wahlzürcherin als Kunsthistorikerin, Autorin und Kuratorin das kulturelle Leben der Stadt geprägt und die Ankaufpolitik des Kunsthauses beeinflusst hat. Etwa 40 Werke aus Malerei, Skulptur und Grafik, Fotos und Briefen bildeten die Exponate der Ausstellung.
Das Ehepaar fand ihre letzte Ruhestätte auf dem Friedhof Rehalp in Zürich.

## Schriften (Auswahl)
- Bayrische Rokokoplastik. J. B. Straub und seine Stellung in Landschaft und Zeit. Recht, München 1922 (= Dissertation).
- Moderne Plastik. Elemente der Wirklichkeit; Masse und Auflockerung. Girsberger, Zürich 1937.
- Sublimierung und Vergeistigung der plastischen Form bei Medardo Rosso. In: Architektur und Kunst, Bd. 41, 1954, S. 329–334.
- Plastik des XX. Jahrhunderts. Hatje, Stuttgart 1955.
- Hans Arp. Hatje, Stuttgart 1957.
- Constantin Brancusi. Benno Schwabe & Co, Basel 1958.
- Alfred Jarry. Eine Monographie. Arche, Zürich 1960 & 1988, ISBN 3-7160-3512-2.
- Anthologie der Abseitigen. Poètes á l'Ecart. Verlag der Arche, Zürich 1965.
- Paul Klee, Rowohlt, Reinbek 1961, 17. Auflage 1995, ISBN 3-499-50052-3.
- Schriften 1926–1971. Stationen zu einem Zeitbild. DuMont Schauberg, Köln 1973, ISBN 3-7701-0630-X.